# Kathedrale von Lissabon

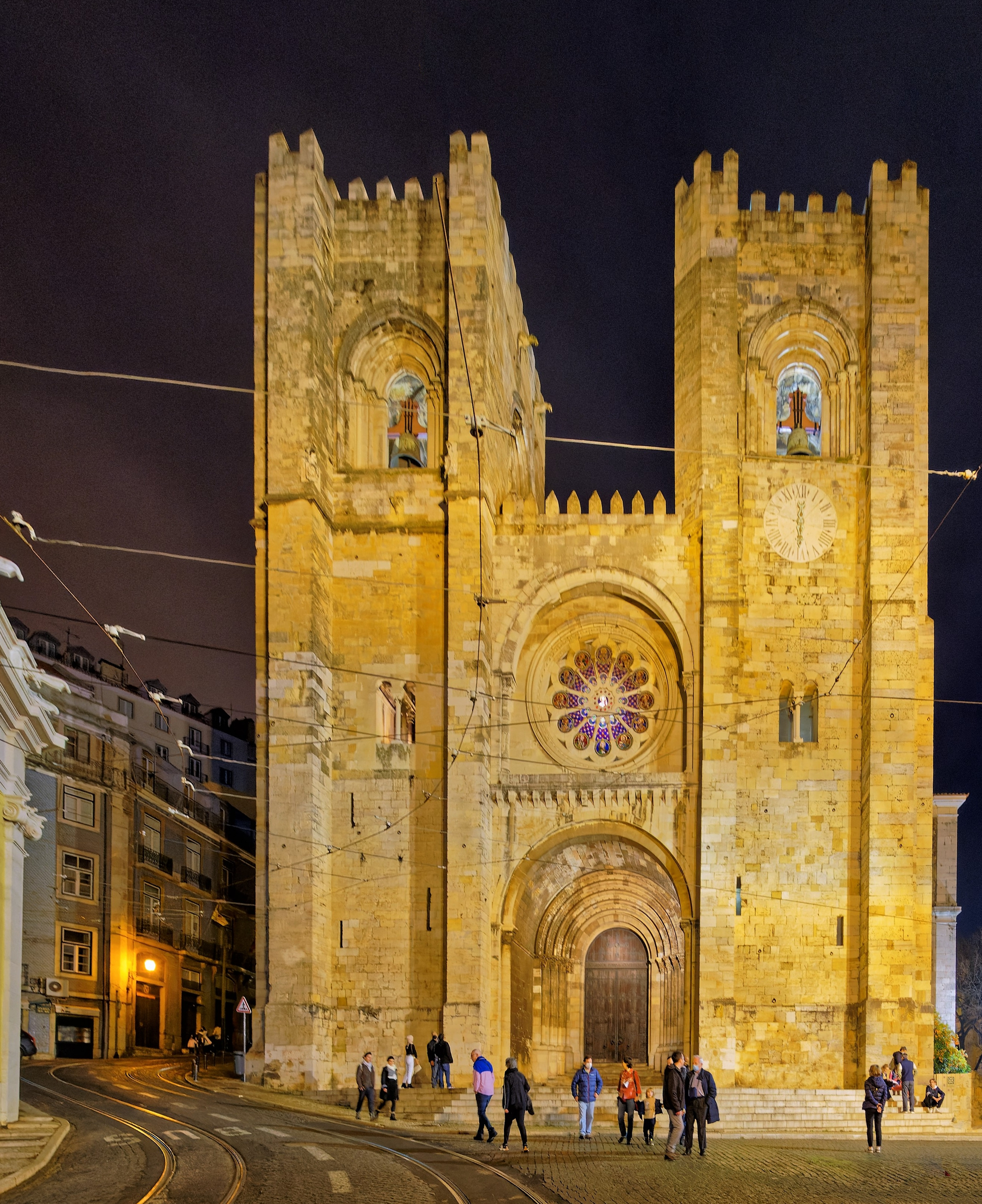
Westfassade

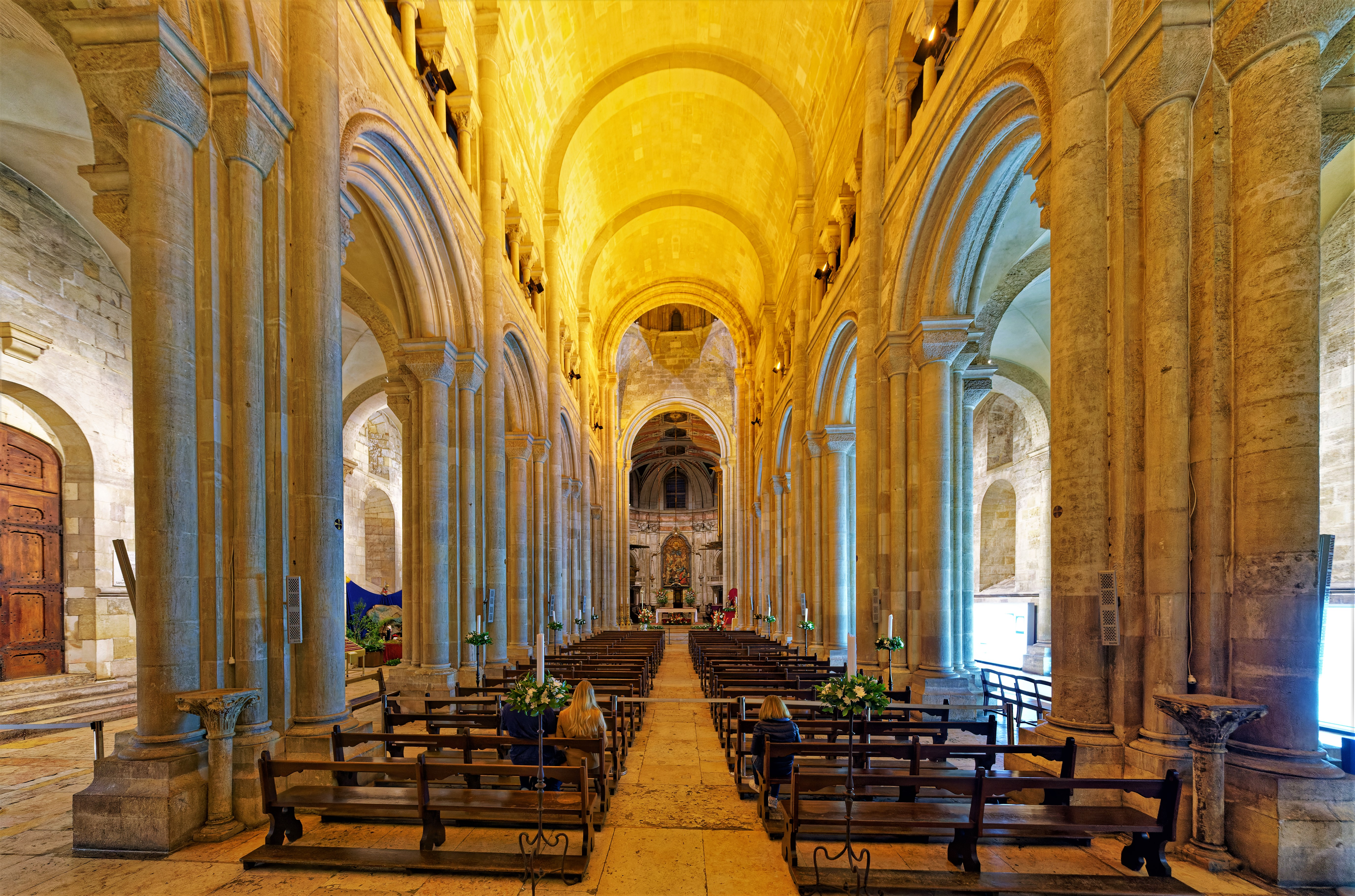
Blick in das Kirchenschiff.

Die Kathedrale von Lissabon (portugiesisch Sé Patriarcal de Lisboa oder Igreja de Santa Maria Maior) ist die Hauptkirche der Stadt Lissabon und die Kathedrale des Patriarchats von Lissabon.

## Baugeschichte
Das Gebäude befindet sich an dem Standort, an dem früher eine Moschee existierte. Die Bauarbeiten begannen im Jahr 1147 und dauerten bis ins frühe 13. Jahrhundert. Somit gilt die Kathedrale als die älteste Kirche der Stadt. Langhaus, Querhaus und der überwiegende Teil des Westbaus sind romanisch, das Freigeschoss des Nordturms gotisch. Der Chor hat Gotik und Barock.
Im Jahr 1344 richtete ein Erdbeben einige Schäden an. Im Jahr 1380 wurde die Westfassade repariert.
Das Erdbeben des Jahres 1755 verursachte erneut Schäden, unter anderem wurde der gotische Chor zerstört. Im 18. Jahrhundert wurden die Türme mit Spitzen im Stil des Barock gekrönt. Die Spitzen wurden in der Zeit der Regierung von António de Oliveira Salazar abgebaut, um ein einheitliches Aussehen im Stil der Romanik zu erreichen. In derselben Zeit wurden die Zinnen wiederhergestellt sowie das einem Portal ähnelnde Fenster in der Westfassade durch ein Rosettenfenster ersetzt.

## Innenraum
Das Mittelschiff des romanischen Langhauses hat ebenso wie das Querhaus ein Tonnengewölbe, seine Seitenschiffe Kreuzgratgewölbe. Das Langhaus hat zwar ein Triforiumsgeschoss, aber oberhalb davon keine Obergaden, ist also eine Pseudobasilika. Der polygonale Umgangschor hat den Querschnitt einer Basilika; der Chorumgang ist gotisch, mit achtteiligen Kreuzrippengewölben und spitzbogigen Maßwerkfenstern. Der Binnenchor ist barock hinsichtlich Formen der umlaufenden Arkade, der Obergaden und des Struktur und Bemalung des Gewölbes. Dieser Zeit entstammt ebenfalls eine der Orgeln.
Die Umgestaltung einiger Kapellen in den Stilen des Barock, des Rokoko und des Klassizismus wurde im 20. Jahrhundert rückgängig gemacht.
Das Taufbecken, in dem der Überlieferung nach im Jahr 1195 der Heilige Antonius getauft wurde, entstammt dem 12. Jahrhundert. In einer der Kapellen befindet sich die von Machado de Castro erschaffene Weihnachtskrippe aus dem Jahr 1766.

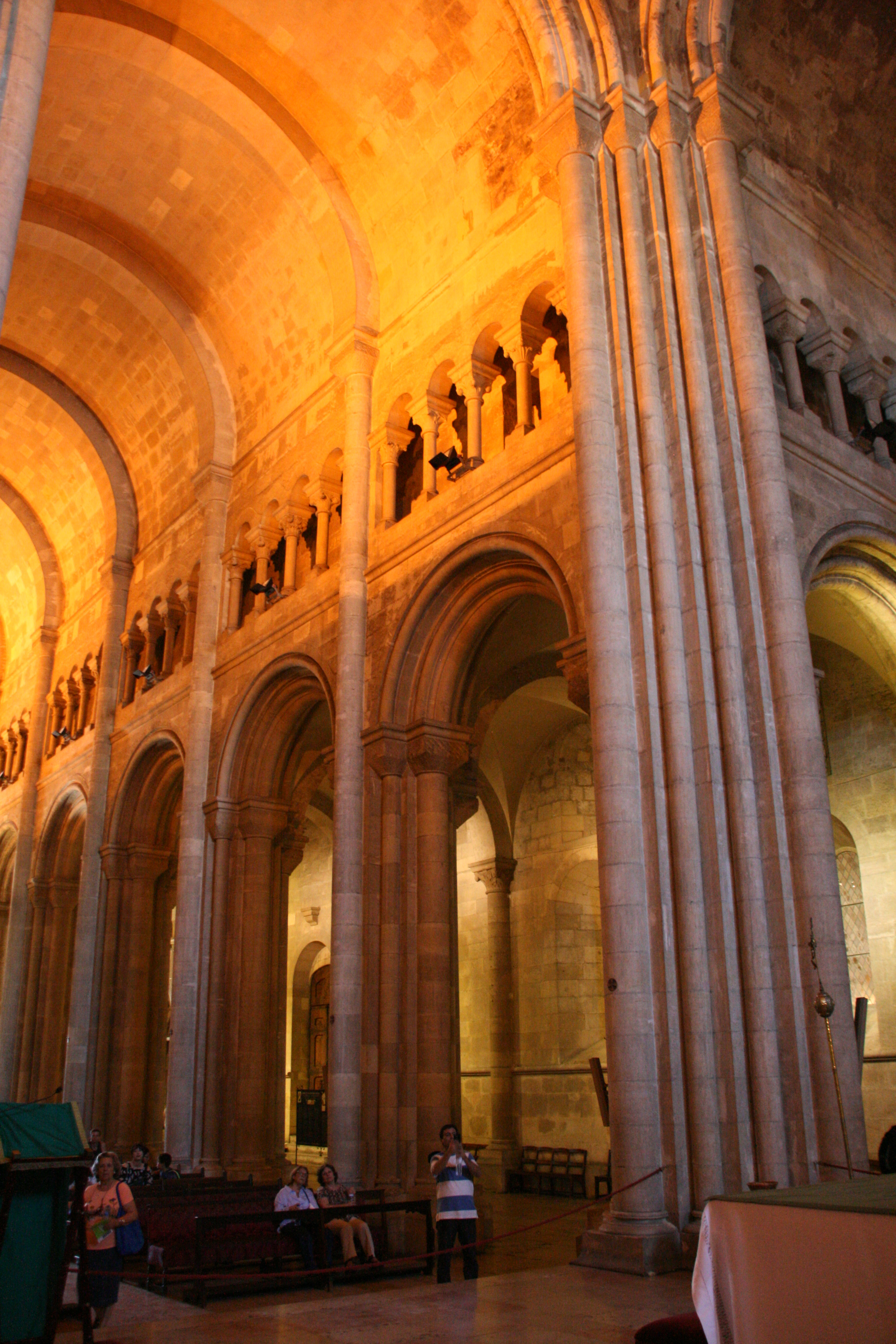
Romanisches Schiff ohne Obergaden
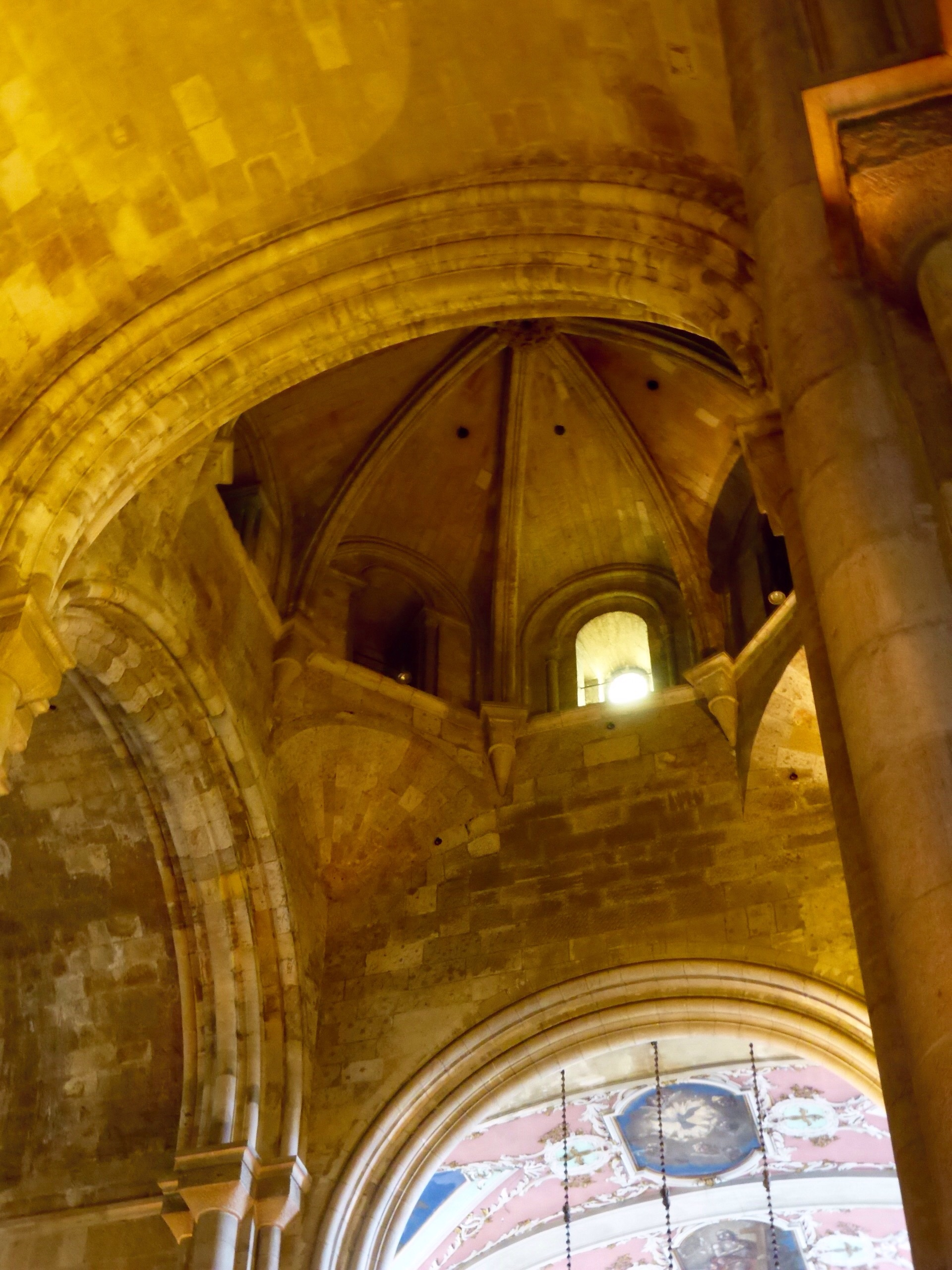
Spätromanische Vierung
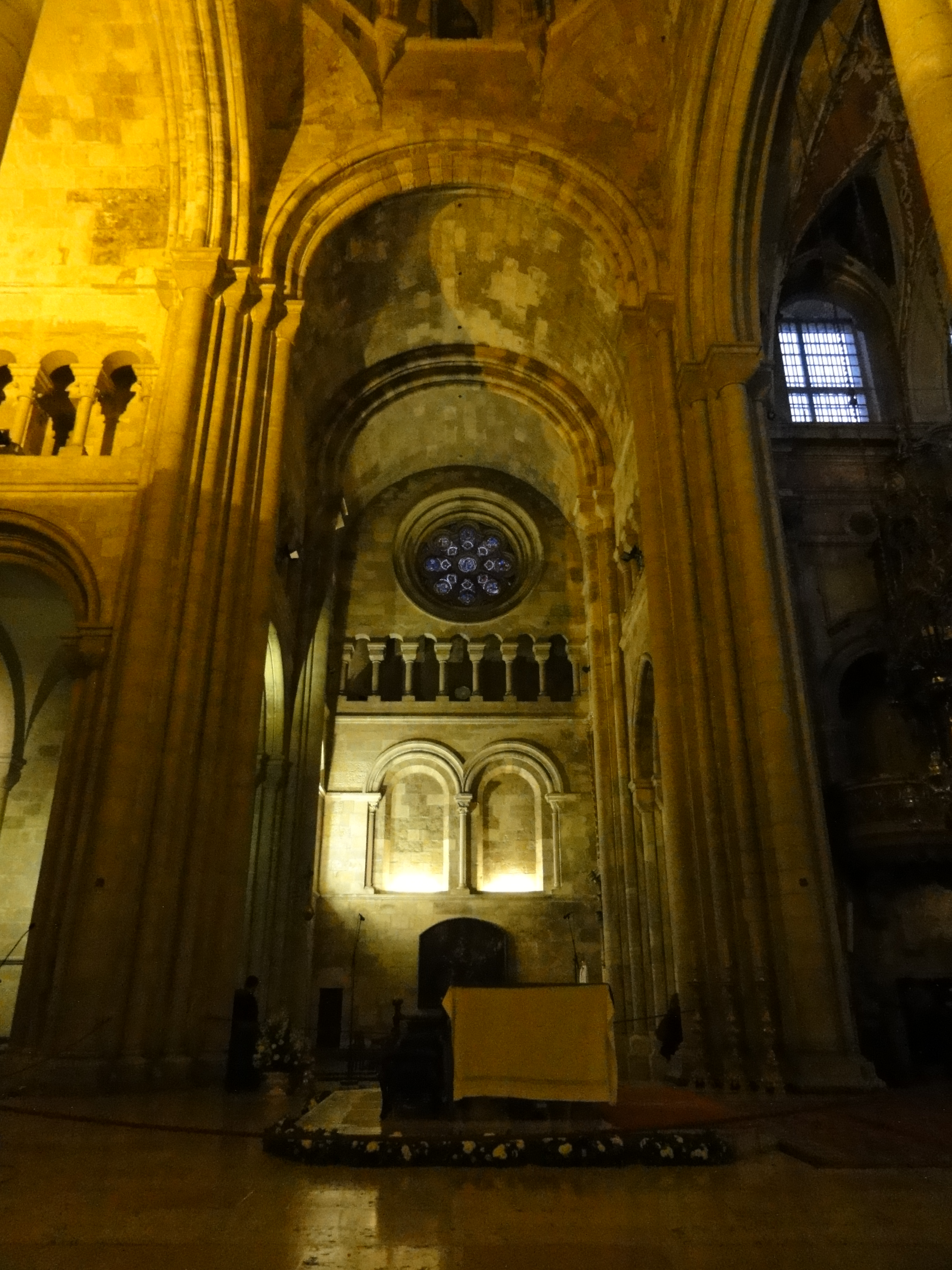
Nordquerhaus
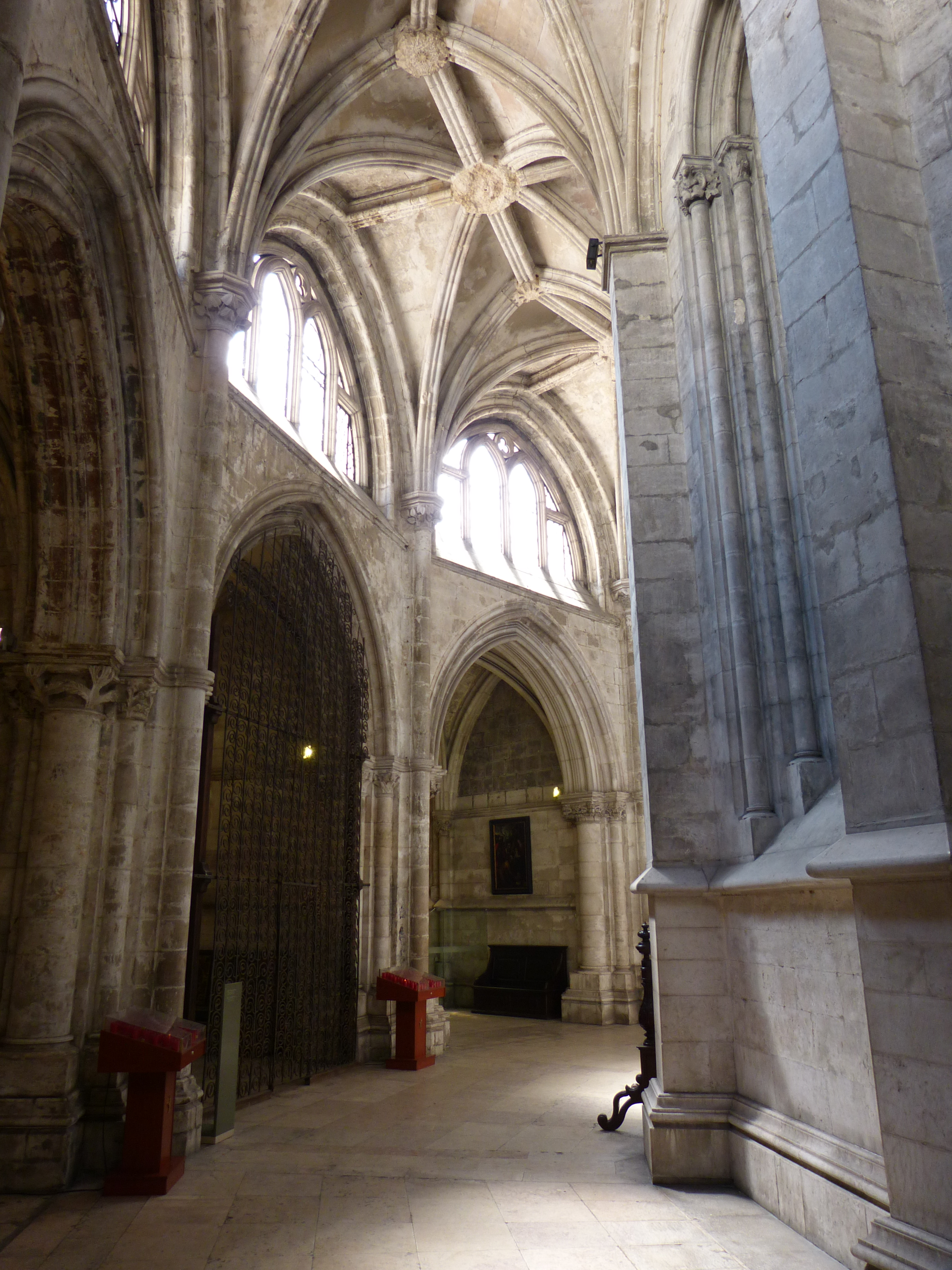
Gotischer Chorumgang
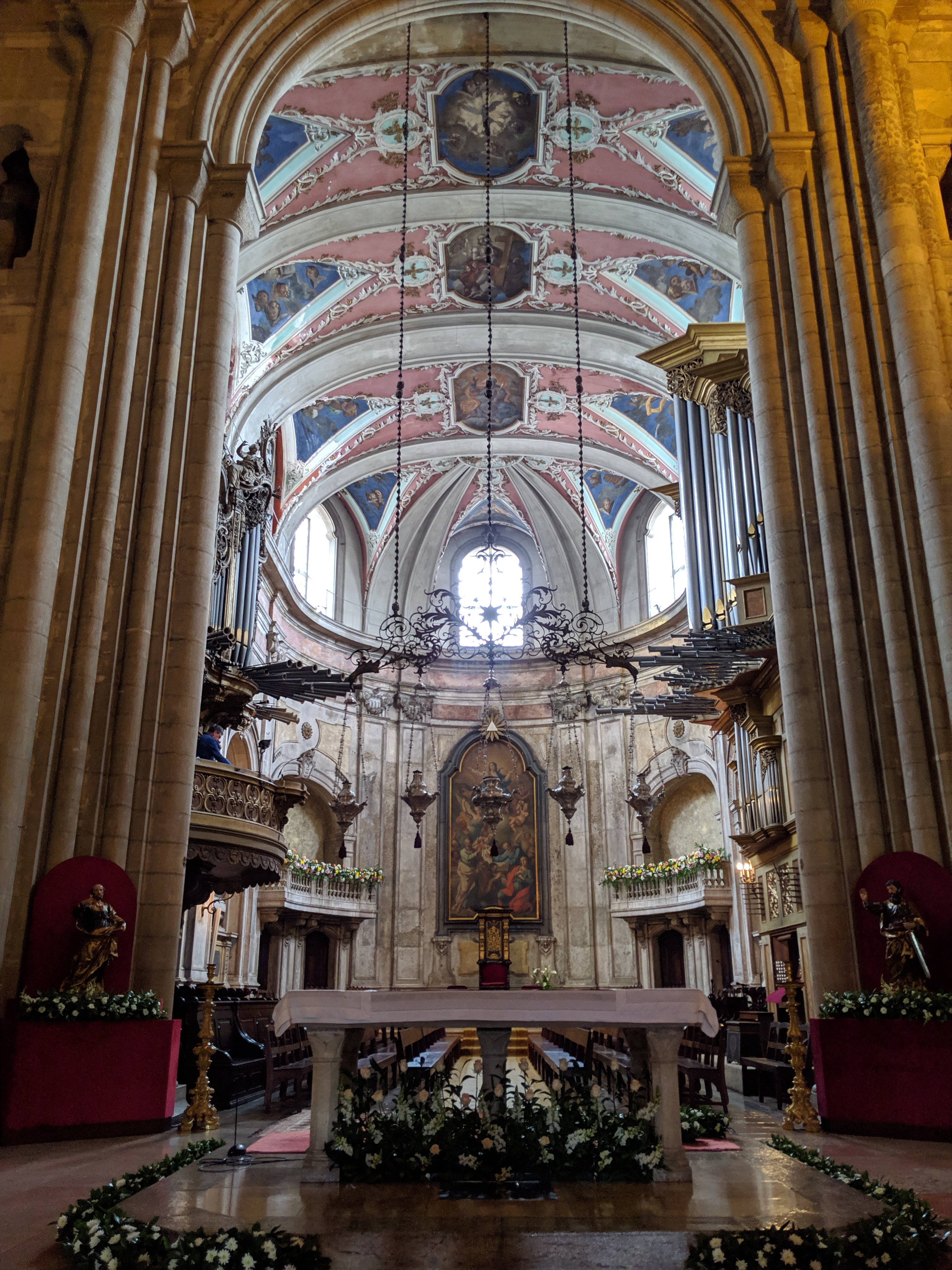
Barocker Binnenchor

## Orgeln

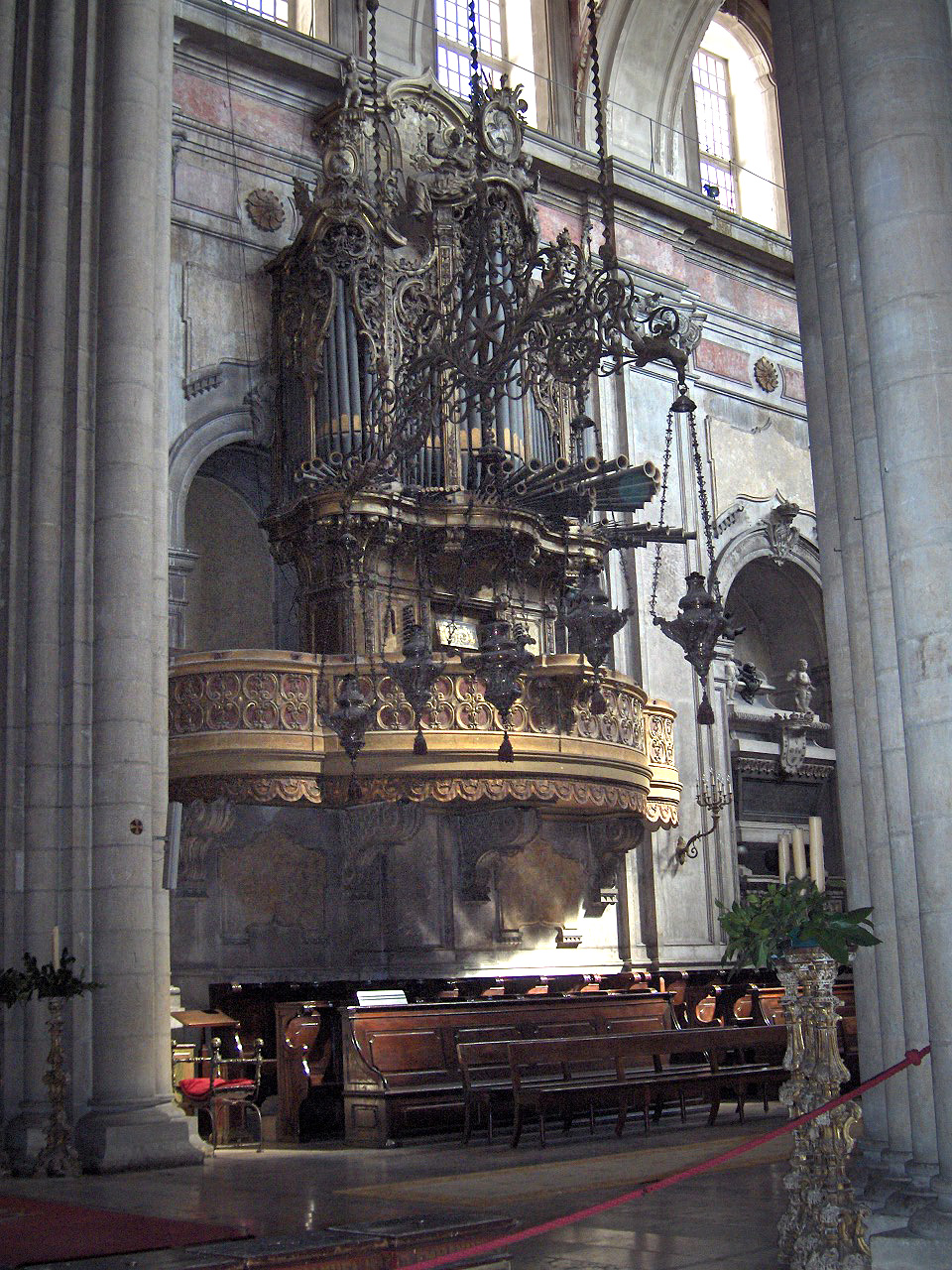
Historische Evangelien-Orgel

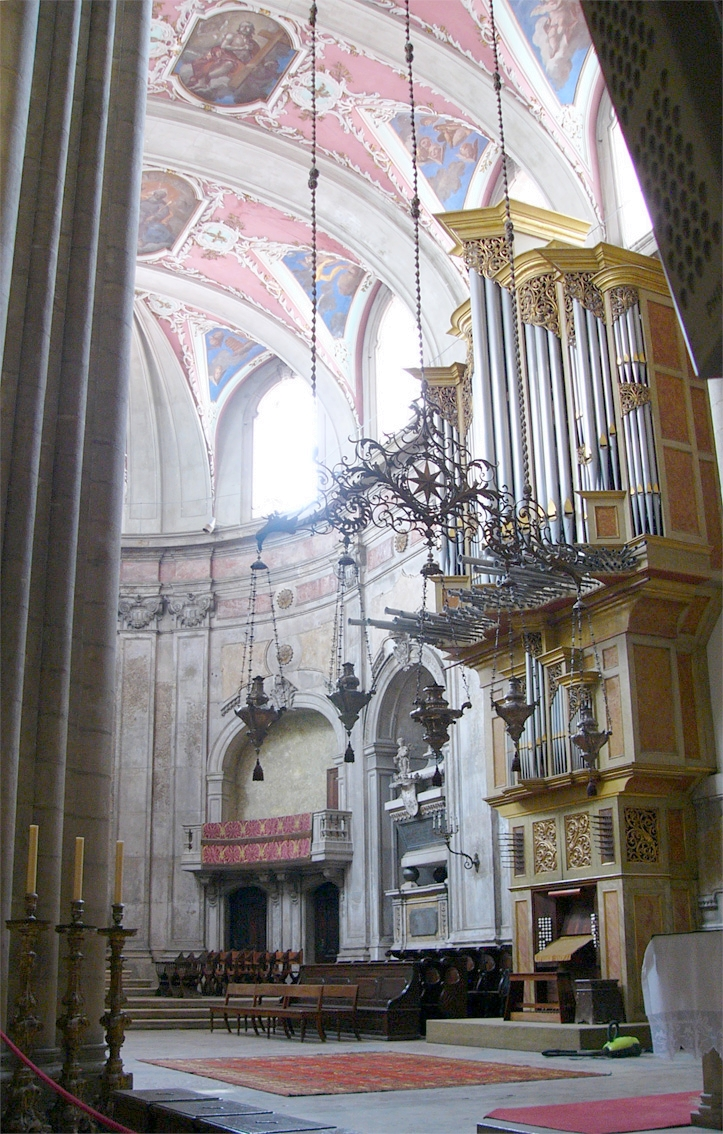
Epistel-Orgel

Die Kathedrale verfügt über zwei Orgeln. Auf der Evangelienseite des Altarraumes befindet sich eine historische, einmanualige Orgel, die um das Jahr 1788 von dem Orgelbauer Joaquim António Peres Fontanes erbaut wurde.
Die Orgel auf der Epistelseite wurde 1964 von der Orgelbaufirma Flentrop erbaut. Das Instrument hat 51 Register auf vier Manualen und Pedal.
| I Positivo C–f1 |       |
| Quintatão       | 8′    |
| Tapado          | 8′    |
| Flautado        | 4′    |
| Flauta de Cham. | 4′    |
| Oitava          | 2′    |
| Décima novena   | 1 ⁄3′ |
| Címbala III-IV  |       |
| Sexquiáltera II |       |
| Fagote          | 8′    |
| Trémolo         |       |

| II Hauptwerk C–f3 |        |
| Quintatão         | 16′    |
| Flautado          | 8′     |
| Flauta de Cham.   | 8′     |
| Oitava Real       | 4′     |
| Tapadinho         | 4′     |
| Quinzena          | 2′     |
| Dozena            | 2 ⁄3′  |
| Décima Sétima     | 1 3⁄5′ |
| Cheio IV          |        |
| Címbala III       |        |
| Corneta Real V    |        |
|                   |        |
| Horizontal        |        |
| Trompa Maior      | 16′    |
| Clarim de Batalha | 8′     |

| III Schwellwerk C–f3 |     |
| Salicional           | 8′  |
| Flauta Travessa      | 8′  |
| Flautado             | 4′  |
| Flauta Cónica        | 4′  |
| Flauta               | 2′  |
| Cheio IV             |     |
| Clarão III           |     |
| Cromorna             | 16′ |
| Charamela            | 8′  |
| Trémolo              |     |

| IV Rückpositiv C–f3 |     |
| Bordão              | 8′  |
| Flauta de Ponta     | 4′  |
| Quinzena            | 2′  |
| Pífaro              | 2′  |
| Vigésima 2a         | 1′  |
| Sobrecímbala III    |     |
| Regal               | 8′  |
| Trémolo             |     |
|                     |     |
| Horizontal          |     |
| Dulçaina            | 16′ |

| Pedalwerk C–f1    |        |
| Flautado Maior    | 16′    |
| Contrabaixo       | 16′    |
| Aberto            | 8′     |
| Tapado            | 8′     |
| Oitava            | 4′     |
| Cheio IV          |        |
| Flauta de Chaminé | 5 1⁄3′ |
| Flautas           |        |
| Bombarda          | 16′    |
| Trombeta          | 8′     |
|                   |        |
| Horizontal        |        |
| Baixãozinho       | 4′     |
| Chirimia          | 2′     |

- Koppeln: I/II, III/II, I/P, II/P, III/P

## Kreuzgang

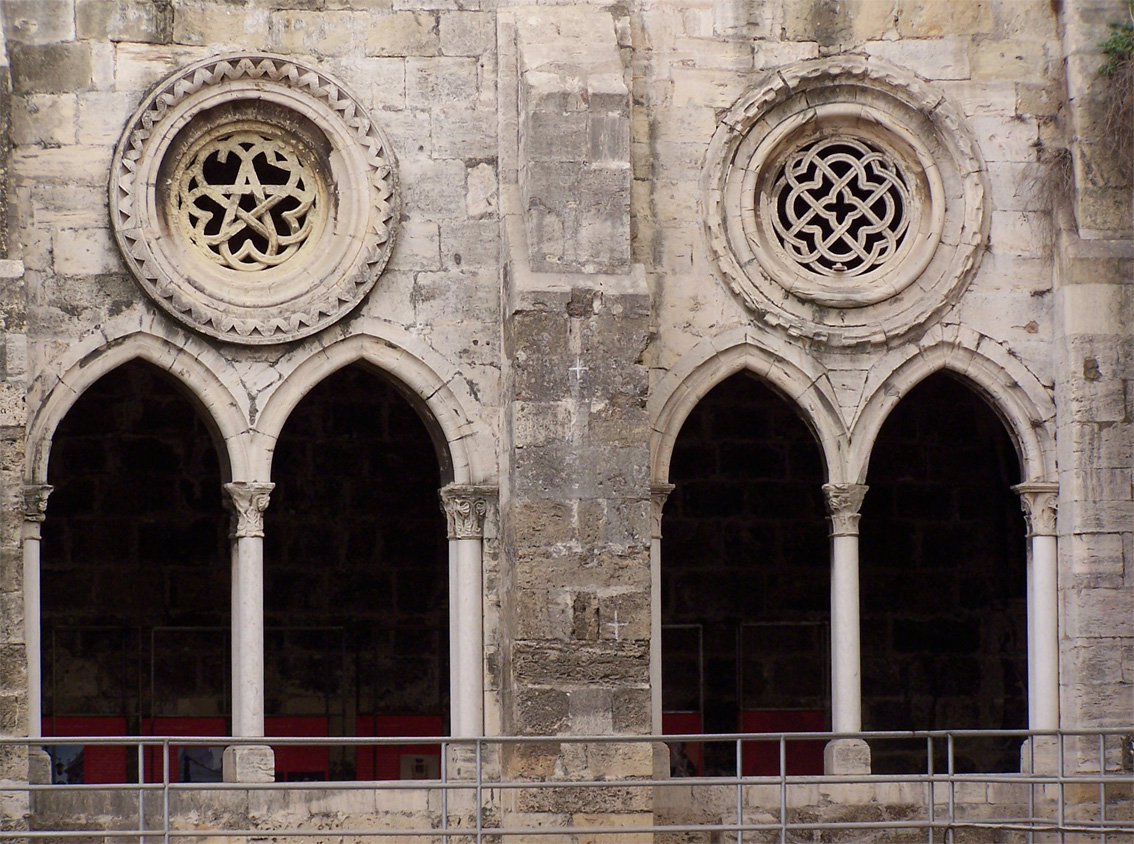
Kreuzgang

Der östlich an die Kathedrale angebaute Kreuzgang wurde am Ende des 13. Jahrhunderts unter der Herrschaft des Königs Dionysius sowie im 14. Jahrhundert errichtet. Dort befinden sich eine archäologische Ausstellung, die antike Gebäudereste zeigt, sowie ein Eisengitter im Stil der Romanik.

## Wissenswertes

10-Euro-Schein mit stilisierter Fassade der Kathedrale.

Eine stilisierte Ansicht des westlichen Haupteingangs der Kathedrale von Lissabon ist auf der Vorderseite des 10-Euro-Scheins zu sehen. Zwar sollen die Bauwerke auf den Euro-Banknoten keine konkreten Gebäude darstellen, doch zeigt die Gestaltung auffällige Gemeinsamkeiten mit der romanischen Fassade der Kathedrale.